# Globo Repórter
Globo Repórter é um programa jornalístico semanal brasileiro produzido e apresentado pela TV Globo. Estreou em 3 de abril de 1973, em substituição ao extinto Globo Shell Especial.
O programa também já chegou a ser reprisado por um certo tempo na faixa da madrugada da Globo, sob o nome de Seleção Globo Repórter. As reprises antecipavam a faixa de jornalismo na programação da emissora. Entre 26 de fevereiro de 2022 até o dia 25 de janeiro de 2025, foi reprisado nas manhãs de sábado, substituindo o Como Será?. Desde 2 de fevereiro, suas reprises foram transferidas para as manhãs de domingo, após a Santa Missa.

## História
O Globo Repórter, tal como conhecemos hoje, nasceu da ideia de criar um jornalístico semelhante ao 60 Minutes da CBS News. Porém, como então a Rede Globo não dispunha de estrutura para produzir um programa constituído basicamente de externas, optou por adotar o modelo do extinto Globo Shell Especial e produzir cinedocumentários com narração em off do apresentador.

## Apresentadores

### Titular
- Sandra Annenberg (desde 2019)[8]

## Ex-apresentadores

### Titulares
- Sérgio Chapelin (1973-1983 / 1986-1989 / 1996-2019)[8]
- Eliakim Araújo (1983-1986)[8]
- Celso Freitas (1989-1996)[8]
- Glória Maria (2010-2022)[8]

### Eventuais
- Cid Moreira (1975-1980)[8]
- Carlos Monforte (1983)[8]
- Celso Freitas (1996-2003)[8]
- Renato Machado (1998)[8]
- Alexandre Garcia (1999-2009)[8]
- César Tralli (2008)[8]